# Bryolymnia viridata
Bryolymnia viridata là một loài bướm đêm thuộc họ Noctuidae. Nó được tìm thấy ở miền tây California from
Sonoma County phía bắc of San Francisco southward to San Diego County.
Sải cánh dài khoảng 27 mm. Con trưởng thành được sưu tập trong khoảng từ cuối tháng 5 đến giữa tháng 10.